# Qagan Nur (sjö i Kina, Inre Mongoliet)
Qagan Nur är en sjö i Kina. Den ligger i den autonoma regionen Inre Mongoliet, i den norra delen av landet, omkring 390 kilometer nordost om regionhuvudstaden Hohhot. Qagan Nur ligger 1 008 meter över havet. Arean är 57 kvadratkilometer. Trakten runt Qagan Nur består i huvudsak av gräsmarker. Den sträcker sig 8,4 kilometer i nord-sydlig riktning, och 17,2 kilometer i öst-västlig riktning.
Genomsnittlig årsnederbörd är 381 millimeter. Den regnigaste månaden är juni, med i genomsnitt 83 mm nederbörd, och den torraste är januari, med 3 mm nederbörd.